# کاژیمیش نواک

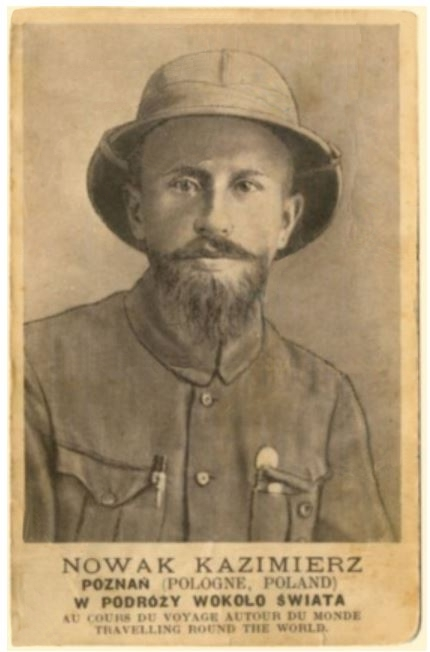
کاژیمیژ نواک.

کاژیمیژ نواک (لهستانی: Kazimierz Nowak؛ [kaˈʑimjɛʂ]؛ زاده ۱۱ ژانویه ۱۸۹۷ – درگذشته ۱۳ اکتبر ۱۹۳۷) یک ماجراجو، خبرنگار و عکاس لهستانی بود.
وی در شهر استری به دنیا آمد و بعد از جنگ جهانی به پوزنان رفت. از سال ۱۹۳۱ تا ۱۹۳۶ به تنهایی و با پای پیاده و دوچرخه آفریقا را پیمود. او مسافتی قریب به ۴۰،۰۰۰ کیلومتر را طی کرد. ظاهراً وی نخستین مردی بود که دست به این کار زد. دستیافت‌های او در کتابی به نام با دوچرخه و پیاده در قاره سیاه به چاپ رسیده‌است. او روزهای پایانی زندگی خود را در پوزنان سپری کرد.